# Kennemer Combinatie
Kennemer Combinatie (KC) is een schaakvereniging in Haarlem. Kennemer Combinatie behoort met ruim 125 leden tot de grote schaakverenigingen van de Koninklijke Nederlandse Schaakbond. Kennemer Combinatie speelt haar competitiewedstrijden in de Kennemer Sportcenter. De jeugd van Kennemer Combinatie speelt onder de naam 'Chesscool'.

## Externe Competitie
KC 1 speelt in de Meesterklasse en is in 2017 landskampioen geworden. Het team heeft daarnaast, voor de tweede keer, de nationale beker gewonnen. 7-voudige Nederlands kampioen en grootmeester Loek van Wely is de kopman van de Kennemer Combinatie. KC speelt met zeven teams in de KNSB zaterdagcompetitie.

## Individuele resultaten
In 2013 heeft David Klein zijn derde grootmeesternorm gescoord en daarmee de GM-titel binnen gehaald. Miguoel Admiraal haalde in september 2015 zijn 3e IM resultaat en heeft daarmee de IM-titel verworven. In oktober 2017 heeft de 17-jarige Esper van Baar voldaan aan de norm voor FIDE Meester.

## Diverse Toernooien
Kennemer Combinatie organiseert ook toernooien waar niet-leden aan mee kunnen doen. Dit zijn 
- het KC Open
- de Young Masters
- de Talentencompetitie